# Seoul Broadcasting System

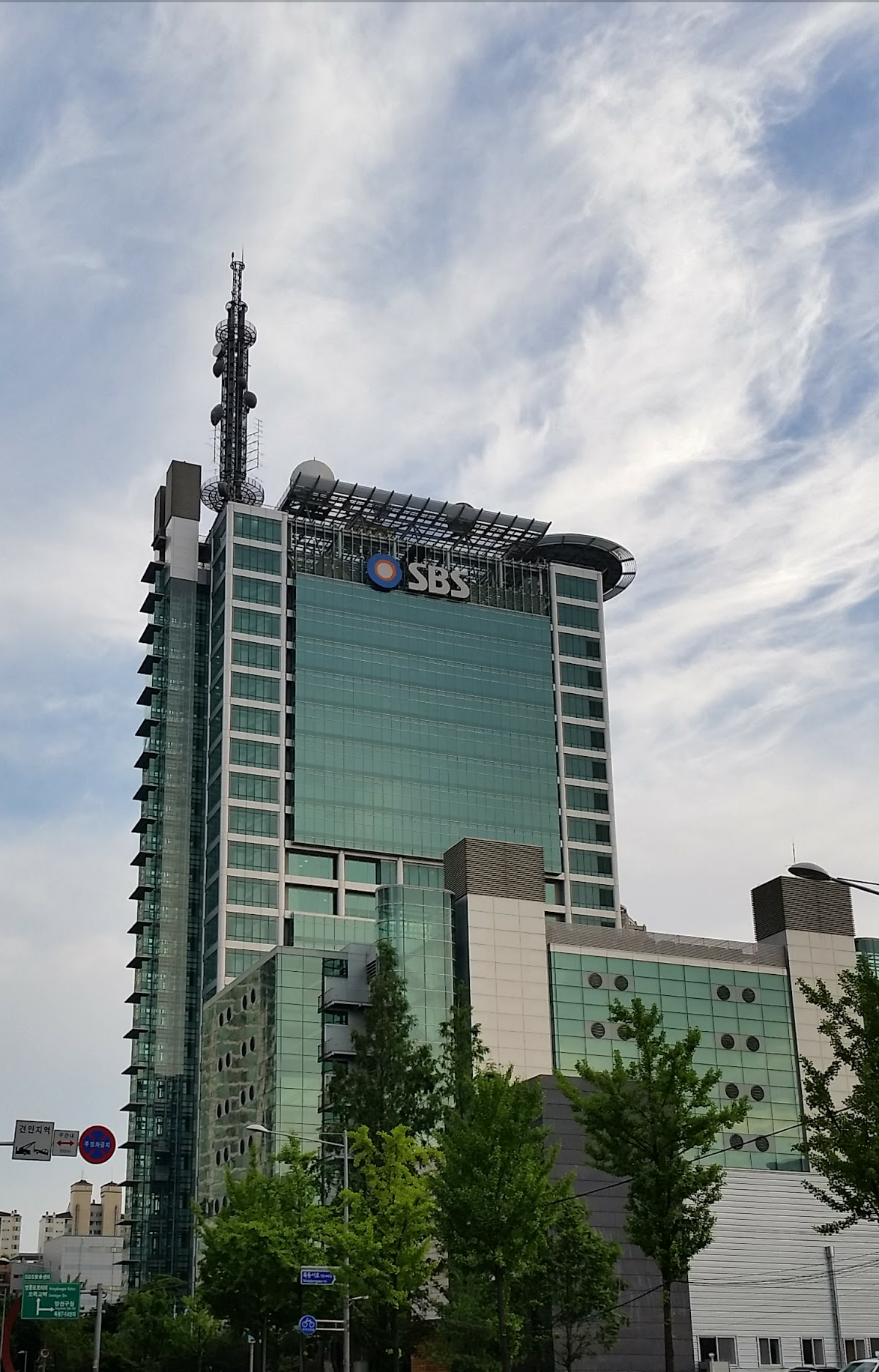
Huvudkontoret för SBS

Seoul Broadcasting System, förkortat SBS, är ett sydkoreanskt TV-bolag. Det bildades år 1990.

## Kanaler

### Television
- SBS TV
- SBS Plus
- SBS Golf
- SBS funE
- SBS Sports
- SBS CNBC (samägt med NBCUniversal)
- SBS MTV (samägt med ViacomCBS)
- Nickelodeon (Sydkorea)

### Radio
- SBS Love FM
- SBS Power FM
- SBS V-Radio (digital)